# Jehoszua Gal
Jehoszua Gal (hebr. ‏יהושע גל‎; ur. 11 lipca 1951) – izraelski piłkarz grający na pozycji pomocnika.

## Życiorys
Wychowanek Maccabi Netanja. Występował w nim w latach 1969–1973 i 1975–1977. W latach 1973–1975 był piłkarzem Maccabi Hajfa. W latach 1971–1976 dwukrotnie zagrał w reprezentacji kraju. W 1976 roku wraz z reprezentacją wystąpił na igrzyskach olimpijskich w Montrealu. W 1977 roku zakończył karierę zawodniczą.